# Breitenbachplatz (metrostation)

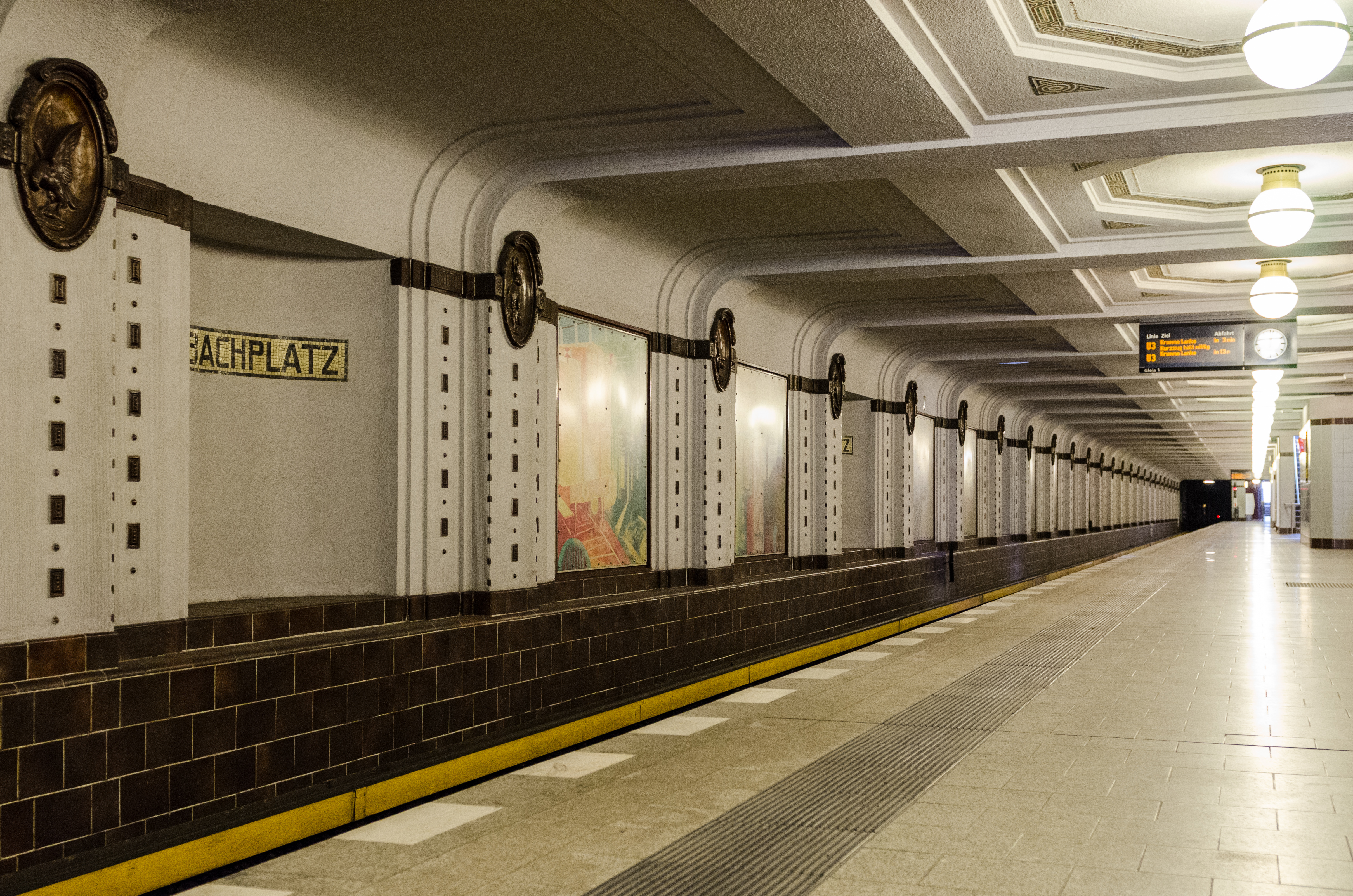
Perron met prenten van Hans-Joachim Szymczak

Breitenbachplatz is een station van de metro van Berlijn, gelegen onder het gelijknamige plein op de grens van de Berlijnse stadsdelen Dahlem en Wilmersdorf. Het metrostation werd geopend op 12 oktober 1913 aan het eerste deel van de Wilmersdorf-Dahlemer U-Bahn, de huidige lijn U3. De geplande naam van het station was Rastatter Platz, maar kort voor de opening werd het bovenliggende plein vernoemd naar Paul von Breitenbach (1850-1930), die als toenmalig minister van openbare werken verantwoordelijk was voor de spoorwegen en een belangrijke rol speelde bij de bouw van de Wilmersdorf-Dahlemer U-Bahn. Station Breitenbachplatz is zoals alle stations van de U3 opgenomen op de monumentenlijst.
Breitenbachplatz is het laatste ondergrondse station aan de lijn en het laatste dat door de voormalig zelfstandige stad Wilmersdorf werd gebouwd. Verder naar het zuidwesten liep de Wilmersdorf-Dahlemer U-Bahn over het nog grotendeels onbebouwde grondgebied van Dahlem. Vanwege het geringe aantal reizigers op het zuidelijke deel van de lijn traject eindigden de reguliere treinen aanvankelijk in station Fehrbelliner Platz, waar men op kortere treinen richting Thielplatz moest overstappen.
Station Breitenbachplatz heeft een eilandperron en werd zoals alle stations op het Wilmersdorfse deel van de U3 ontworpen door Wilhelm Leitgebel. Het station is rijk gedecoreerd en moest het goedburgerlijke karakter van de stad weerspiegelen. In de wanden van de perronhal zijn pilasters aangebracht die doorlopen tot in het dak. In de nissen die hierdoor ontstaan werden in 1988 spoorwegprenten van Heinz-Joachim Szymczak opgehangen, een verwijzing naar de naamgever van het station. Door een aantal ellipsvormige openingen in het dak kan op enkele plaatsen daglicht tot op het perron doordringen.
Aan beide uiteinden gaat het perron over in kleine stationshallen, van waaruit trappen naar het plein leiden. Alleen de noordelijke ingang heeft zijn oorspronkelijke portaal behouden. In 1969 werd in het midden van het perron een derde toegang geopend.